# Rudolph A. Marcus
Rudolph Arthur Marcus (født 21. juli 1923) er en canadisk født kemiker, som modtog Nobelprisen i kemi i 1992 "for sine bidrag til teorien om elektronoverførselsreaktioner i kemiske systemer". Marcusteorien, der er opkaldt efter ham, giver et termodynamisk og kinetisk udgangspunkt til at beskrive særlige type elektronoverførsler. Han er professor på Caltech, Nanyang Technological University, Singapore og medlem af International Academy of Quantum Molecular Science.